# Doissin
Doissin település Franciaországban, Isère megyében. Lakosainak száma 879 fő (2022. január 1.). Doissin Torchefelon, Biol, Blandin, Chélieu, Montagnieu, Montrevel és Val-de-Virieu községekkel határos.

## Népesség
A település népességének változása:
| Lakosok száma | 406  | 461  | 581  | 767  | 863  | 891  | 881  | 885  | 881  | 879  |
|               | 1968 | 1982 | 1990 | 2006 | 2013 | 2015 | 2017 | 2019 | 2020 | 2022 |